# Humppila
Humppila [ˈhumpːilɑ] ist eine Gemeinde im Süden Finnlands mit 2161 Einwohnern (Stand 31. Dezember 2022).

## Lage
Die Gemeinde liegt in der Landschaft Kanta-Häme 21 km nordwestlich der Stadt Forssa. Hämeenlinna liegt 78 km östlich, Tampere 82 km nördlich, die Entfernung zur Hauptstadt Helsinki beträgt 138 km. Außer dem Gemeindezentrum gehören zu Humppila die Dörfer Huhtaa, Koivisto, Murto, Taipale und Venäjä.
Humppila liegt an der Bahnstrecke von Turku nach Toijala. Der jetzige Bahnhofsbau entstand 1983, nachdem der alte Bahnhof zehn Jahre zuvor bei einem misslungenen Postraubversuch abgebrannt war.
Humppila ist der Endpunkt der Jokioisten Museorautatie von Jokioinen, einer 14 km langen schmalspurigen Museumsbahn, die in der Nachbargemeinde Jokioinen beginnt und die von historischen Zügen befahren wird.

## Söhne und Töchter
- Risto Jalo (* 1962), Eishockeyspieler und -funktionär

## Sehenswürdigkeiten

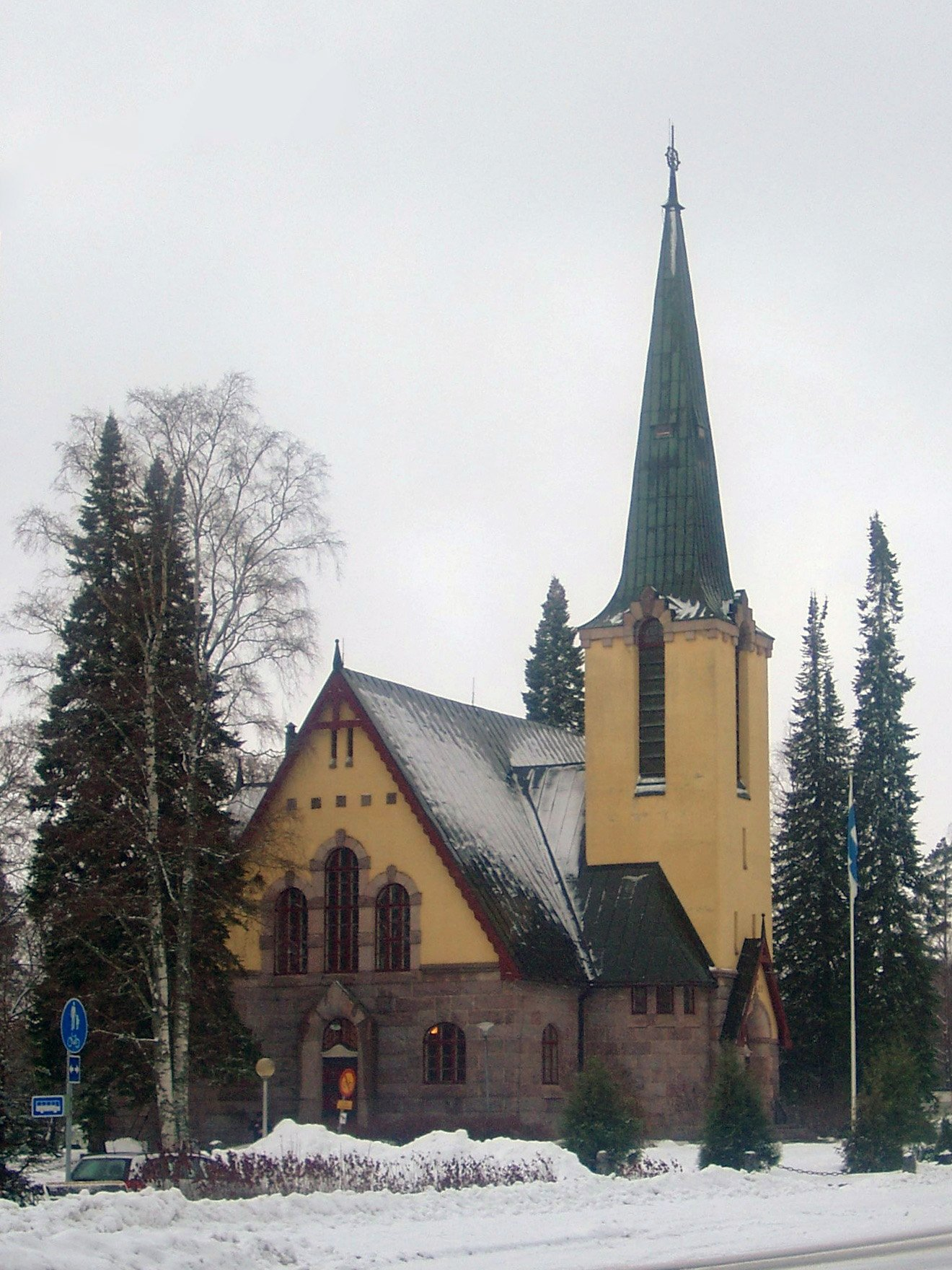
Kirche von Humppila

Die Kirche von Humppila stammt aus dem Jahr 1922 und wurde von Josef Stenbäck entworfen. Sie wurde gebaut, nachdem die Holzkirche aus dem Jahr 1723 fünf Jahre zuvor abgebrannt war. Eine weitere Sehenswürdigkeit in Humppila ist der Gutshof Venäjä aus dem 19. Jahrhundert.